# Temporada 2010 de Fórmula 1
La temporada 2010 de Fórmula 1 fue la 61.ª temporada de la historia. Esta temporada estuvo marcada por el inicio del dominio de Red Bull Racing, en una temporada igualada, que ganó el primero de los cuatro campeonatos de pilotos y de constructores consecutivos.
Este año supuso varios retornos, como el regreso a la máxima categoría de Mercedes-Benz como constructor, en conjunto con Michael Schumacher. También volvió como constructor Sauber (tras competir como BMW entre 2006 y 2009) y Lotus, que festejó sus 500 carreras. De esta celebración, también participó la familia de Chapman, fundador de Team Lotus en la década de los 50.
El defensor del título era el británico Jenson Button que obtuvo su primer título en 2009 con el equipo Brawn GP (que en esta temporada pasa a llamarse Mercedes), mientras que el nuevo campeón fue Sebastian Vettel, también por primera vez en su carrera.
También fue este año cuando Sebastian Vettel se convirtió en el campeón de Fórmula 1 más joven de la historia, con 23 años, 4 meses y 11 días superando a Lewis Hamilton con 23 años, 9 meses y 27 días.

## Escuderías y pilotos
La siguiente tabla muestra las escuderías que participaron en el mundial 2010 de F1. Los primeros ocho están ordenados por la clasificación del campeonato de constructores de la temporada 2009, más los tres equipos nuevos. La FIA dictó en el nuevo reglamento para 2010 que habría un máximo de trece escuderías con posibilidad de catorce.
| Escudería                    | Chasis      | Chasis  | Motor             | Neu. | N.º | Pilotos            | Siglas | Rondas       | Pilotos de pruebas                                                          |
| ---------------------------- | ----------- | ------- | ----------------- | ---- | --- | ------------------ | ------ | ------------ | --------------------------------------------------------------------------- |
| Vodafone McLaren Mercedes    | McLaren     | MP4-25  | Mercedes FO 108X  | B    | 1   | Jenson Button      | BUT    | Todas        | Gary Paffett Oliver Turvey                                                  |
| Vodafone McLaren Mercedes    | McLaren     | MP4-25  | Mercedes FO 108X  | B    | 2   | Lewis Hamilton     | HAM    | Todas        | Gary Paffett Oliver Turvey                                                  |
| Mercedes GP Petronas F1 Team | Mercedes    | MGP W01 | Mercedes FO 108X  | B    | 3   | Michael Schumacher | MSC    | Todas        | Sam Bird                                                                    |
| Mercedes GP Petronas F1 Team | Mercedes    | MGP W01 | Mercedes FO 108X  | B    | 4   | Nico Rosberg       | ROS    | Todas        | Sam Bird                                                                    |
| Red Bull Racing              | Red Bull    | RB6     | Renault RS27-2010 | B    | 5   | Sebastian Vettel   | VET    | Todas        | Daniel Ricciardo                                                            |
| Red Bull Racing              | Red Bull    | RB6     | Renault RS27-2010 | B    | 6   | Mark Webber        | WEB    | Todas        | Daniel Ricciardo                                                            |
| Scuderia Ferrari Marlboro    | Ferrari     | F10     | Ferrari 056       | B    | 7   | Felipe Massa       | MAS    | Todas        | Jules Bianchi                                                               |
| Scuderia Ferrari Marlboro    | Ferrari     | F10     | Ferrari 056       | B    | 8   | Fernando Alonso    | ALO    | Todas        | Jules Bianchi                                                               |
| AT&T Williams F1 Team        | Williams    | FW32    | Cosworth CA2010   | B    | 9   | Rubens Barrichello | BAR    | Todas        | Dean Stoneman Pastor Maldonado                                              |
| AT&T Williams F1 Team        | Williams    | FW32    | Cosworth CA2010   | B    | 10  | Nico Hülkenberg    | HÜL    | Todas        | Dean Stoneman Pastor Maldonado                                              |
| Renault F1 Team              | Renault     | R30     | Renault RS27-2010 | B    | 11  | Robert Kubica      | KUB    | Todas        | Mikhail Aleshin Jérôme d'Ambrosio                                           |
| Renault F1 Team              | Renault     | R30     | Renault RS27-2010 | B    | 12  | Vitaly Petrov      | PET    | Todas        | Mikhail Aleshin Jérôme d'Ambrosio                                           |
| Force India F1 Team          | Force India | VJM03   | Mercedes FO 108X  | B    | 14  | Adrian Sutil       | SUT    | Todas        | Paul di Resta António Félix da Costa Yelmer Buurman                         |
| Force India F1 Team          | Force India | VJM03   | Mercedes FO 108X  | B    | 15  | Vitantonio Liuzzi  | LIU    | Todas        | Paul di Resta António Félix da Costa Yelmer Buurman                         |
| Scuderia Toro Rosso          | Toro Rosso  | STR5    | Ferrari 056       | B    | 16  | Sébastien Buemi    | BUE    | Todas        | Jean-Éric Vergne                                                            |
| Scuderia Toro Rosso          | Toro Rosso  | STR5    | Ferrari 056       | B    | 17  | Jaime Alguersuari  | ALG    | Todas        | Jean-Éric Vergne                                                            |
| Lotus Racing                 | Lotus       | T127    | Cosworth CA2010   | B    | 18  | Jarno Trulli       | TRU    | Todas        | Fairuz Fauzy Rodolfo González Vladimir Arabadzhiev                          |
| Lotus Racing                 | Lotus       | T127    | Cosworth CA2010   | B    | 19  | Heikki Kovalainen  | KOV    | Todas        | Fairuz Fauzy Rodolfo González Vladimir Arabadzhiev                          |
| Hispania Racing F1 Team      | HRT         | F110    | Cosworth CA2010   | B    | 20  | Karun Chandhok     | CHD    | 1-10         | Sakon Yamamoto Christian Klien Pastor Maldonado Davide Valsecchi Jozef Král |
| Hispania Racing F1 Team      | HRT         | F110    | Cosworth CA2010   | B    | 20  | Sakon Yamamoto     | YAM    | 11-14, 16-17 | Sakon Yamamoto Christian Klien Pastor Maldonado Davide Valsecchi Jozef Král |
| Hispania Racing F1 Team      | HRT         | F110    | Cosworth CA2010   | B    | 20  | Christian Klien    | KLI    | 15, 18-19    | Sakon Yamamoto Christian Klien Pastor Maldonado Davide Valsecchi Jozef Král |
| Hispania Racing F1 Team      | HRT         | F110    | Cosworth CA2010   | B    | 21  | Bruno Senna        | SEN    | 1-9, 11-19   | Sakon Yamamoto Christian Klien Pastor Maldonado Davide Valsecchi Jozef Král |
| Hispania Racing F1 Team      | HRT         | F110    | Cosworth CA2010   | B    | 21  | Sakon Yamamoto     | YAM    | 10           | Sakon Yamamoto Christian Klien Pastor Maldonado Davide Valsecchi Jozef Král |
| BMW Sauber F1 Team           | BMW Sauber  | C29     | Ferrari 056       | B    | 22  | Pedro de la Rosa   | DLR    | 1-14         | Esteban Gutiérrez Sergio Pérez                                              |
| BMW Sauber F1 Team           | BMW Sauber  | C29     | Ferrari 056       | B    | 22  | Nick Heidfeld      | HEI    | 15-19        | Esteban Gutiérrez Sergio Pérez                                              |
| BMW Sauber F1 Team           | BMW Sauber  | C29     | Ferrari 056       | B    | 23  | Kamui Kobayashi    | KOB    | Todas        | Esteban Gutiérrez Sergio Pérez                                              |
| Virgin Racing                | Virgin      | VR-01   | Cosworth CA2010   | B    | 24  | Timo Glock         | GLO    | Todas        | Jérôme d'Ambrosio Rio Haryanto Luiz Razia                                   |
| Virgin Racing                | Virgin      | VR-01   | Cosworth CA2010   | B    | 25  | Lucas di Grassi    | DIG    | Todas        | Jérôme d'Ambrosio Rio Haryanto Luiz Razia                                   |

## Cambios

### Cambios de equipos
- El equipo Renault se reunió de urgencia para hablar sobre su futuro. Después del abandono por parte de Toyota, era posible que el equipo galo abandonara la F1. Sin embargo, finalmente la marca del rombo anunció que se mantendría en la competición en 2010, ya que la empresa luxemburguesa Genii Capital compró una parte mayoritaria del accionariado de Renault. El equipo compite bajo el nombre de Renault F1 Team, como de costumbre.[49]
- La automotriz alemana Mercedes compró el 75,1% de las acciones de la escudería Brawn GP, por lo cual el equipo es renombrado como Mercedes Grand Prix.[12]
- El equipo Sauber F1 Team conservó el nombre BMW Sauber por un tema legal[41] y los dorsales 22 y 23.
- El equipo Campos Meta fue vendido a José Ramón Carabante, por lo que el 2 de marzo fue renombrado como Hispania Racing. US F1 Team, debido a distintos problemas, no compite en esta temporada. Stefan GP podría haberlo reemplazado, pero la FIA no lo aceptó. En total, hubo veinticuatro coches en doce equipos.

### Cambios de pilotos
Pretemporada
- Fernando Alonso: abandonó su puesto en Renault para incorporarse a Ferrari.[20]
- Rubens Barrichello: pasó de Brawn GP a Williams.[23]
- Jenson Button: el campeón de la temporada 2009 pasó de Brawn GP al equipo McLaren Mercedes.[9]
- Karun Chandhok: abandonó GP2 y el piloto indio fue fichado por Hispania Racing.[36]
- Giancarlo Fisichella: dejó su puesto de piloto titular de Ferrari para ser probador del mismo equipo.[50]
- Timo Glock: tras la retirada de Toyota, el piloto alemán se incorporó a Virgin Racing.[46]
- Lucas di Grassi: abandonó GP2 y el brasileño, exprobador de Renault y piloto de GP2 fichó por Virgin Racing.
- Romain Grosjean: dejó su puesto en Renault y no encontró ningún otro asiento en la F1.[51]
- Nick Heidfeld: dejó su puesto de piloto en BMW para ser el tercer piloto de Mercedes.
- Nico Hülkenberg: abandonó GP2 y un día después del Gran Premio de Abu Dabi de 2009, el piloto alemán fue anunciado como nuevo piloto de Williams.[23]
- Kamui Kobayashi: tras su gran debut en 2009 con Toyota, el equipo Sauber le fichó para 2010.[45]
- Heikki Kovalainen: abandonó McLaren para ser piloto de Lotus.[33]
- Robert Kubica: dejó BMW para fichar por la escudería francesa Renault.[24]
- Kazuki Nakajima: fue despedido de Williams[52] y fichó por Stefan GP, aunque finalmente esta escudería no participó en 2010.[53]
- Vitaly Petrov: abandonó GP2 y el piloto ruso, con gran experiencia en la GP2, fichó por Renault.[54]
- Kimi Räikkönen: tras dejar Ferrari, no participó en el siguiente Mundial de F1 puesto que disputó la temporada 2010 del WRC.[55]
- Pedro de la Rosa: tras un gran número de especulaciones, finalmente dejó su puesto de probador en McLaren y se incorporó a Sauber como piloto titular. Tras el GP de Italia, fue despedido de Sauber.
- Nico Rosberg: dejó Williams para ser piloto de Mercedes.[15]
- Michael Schumacher: tras numerosos rumores, el heptacampeón fue confirmado como piloto de la escudería Mercedes.[14]
- Bruno Senna: abandonó GP2 y 24 Horas de Le Mans y el mismo piloto brasileño confirmó su fichaje por Hispania Racing.[39]
- Jarno Trulli: tras la retirada de Toyota, el piloto italiano corrió en 2010 con Lotus.[33]
- Sakon Yamamoto sustitiyó a Bruno Senna en el Gran Premio de Gran Bretaña.[56] Senna lo recuperó en Alemania, y Yamamoto pasó a usar el asiento de Karun Chandhok.
- Nick Heidfeld: sustituye a Pedro de la Rosa en Sauber desde el GP de Singapur.
- Christian Klien disputó el Gran Premio de Singapur en sustitución de Sakon Yamamoto. Volvió en Brasil, esta vez hasta final de temporada.[57]

### Cambios en el reglamento
Max Mosley, expresidente de la FIA, pretendía introducir un motor estándar fabricado por Cosworth para reducir los elevados costes de la Fórmula 1. En principio, las escuderías privadas Red Bull, Toro Rosso, Force India y Williams estaban de acuerdo con montar estos motores; pero los constructores Ferrari, McLaren, BMW Sauber, Renault y Toyota estaban en contra de la propuesta ya que esta regla impide que los constructores puedan fabricar sus propios motores.
Pero el cambio más controvertido fue el de presupuesto para los equipos, el cual pretendía una reducción de costos a un tope de 45 millones de euros por temporada. La propuesta fue apoyada por las escuderías Williams, Force India y Sauber.
Debido al cambio, las escuderías Ferrari y Renault amenazaron unilateralmente con abandonar la Fórmula 1 en 2010. Pero fue el 18 de junio de 2009 cuando la FOTA (Asociación de Equipos de Fórmula 1) anunció mediante un comunicado oficial que sus equipos asociados dejarían la máxima categoría del automovilismo, lo cual daría origen a un campeonato paralelo a la Fórmula 1.
No fue hasta el 24 de junio cuando la FIA y la FOTA llegaron a un acuerdo para que la temporada 2010 de la Fórmula 1 se pudiera disputar con todos los equipos. Este consiste en la reducción gradual del presupuesto para los equipos en los próximos dos años y que el expresidente de la FIA Max Mosley no se presentará para ser reelegido en su cargo.
Por otro lado, cambió el sistema de puntuación, permitiendo sumar hasta el puesto 10.

### Cambios técnicos
- Igualmente, se acordó la eliminación de los "tapacubos" (dispositivos que sirven para proteger y tener una mejor salida de la energía producida por los frenos) a partir de esta temporada.[65]
- De manera oficial, la FIA ha confirmado que a partir de la temporada 2011 de Fórmula 1, Pirelli será el proveedor de neumáticos oficial para los próximos años.
- Se eliminan las paradas para repostar combustible a los coches, pero no se eliminan las paradas para cambiar los neumáticos y para arreglar los daños producidos por algún accidente leve.[66]
- El peso mínimo de los coches a partir de esta temporada será de 620 kg, principalmente este cambio se debe a la eliminación de los repostajes en boxes para repostar de combustible, ya que los depósitos serán más grandes.
- El sistema de clasificación cambiará con los nuevos vehículos: 7 vehículos serán eliminados en la primera ronda, 7 en la segunda y quedarán 10 pilotos para la última, en la que tendrá lugar la lucha por la pole position. En las tres rondas el combustible que pondrán los equipos será mínimo, para poder hacer una vuelta rápida, debido a la eliminación de paradas en carrera.[67]
- Los equipos tenían la posibilidad de ampliar el chasis 15 cm, por el nuevo tanque de combustible.
- Los neumáticos delanteros eran más estrechos que los traseros, para lograr más estabilidad en el coche y más agarre.
- A partir del Gran Premio de España se prohibió el montaje de los retrovisores en los pontones laterales de los monoplazas.
- El KERS, en su segundo año de vida, no fue utilizado por ningún equipo en esta temporada, a pesar de estar permitido por el reglamento.[68] Se acordó su no uso en una reunión de la FOTA, con un equipo en oposición.[69]

## Calendario de presentaciones
| Escudería   | Chasis  | Imagen | Fecha         | Lugar                |
| ----------- | ------- | ------ | ------------- | -------------------- |
| Mercedes    | MGP W01 |        | 25 de enero   | Stuttgart            |
| Ferrari     | F10     |        | 28 de enero   | Maranello            |
| McLaren     | MP4-25  |        | 29 de enero   | Newbury              |
| Sauber      | C29     |        | 31 de enero   | Cheste               |
| Renault     | R30     |        | 31 de enero   | Cheste               |
| Toro Rosso  | STR5    |        | 1 de febrero  | Cheste               |
| Williams    | FW32    |        | 1 de febrero  | Cheste               |
| Virgin      | VR-01   |        | 3 de febrero  | Silverstone          |
| Force India | VJM03   |        | 9 de febrero  | Silverstone          |
| Red Bull    | RB6     |        | 10 de febrero | Jerez de la Frontera |
| Lotus       | T127    |        | 12 de febrero | Londres              |
| Hispania    | F110    |        | 4 de marzo    | Murcia               |

## Entrenamientos

### Pretemporada

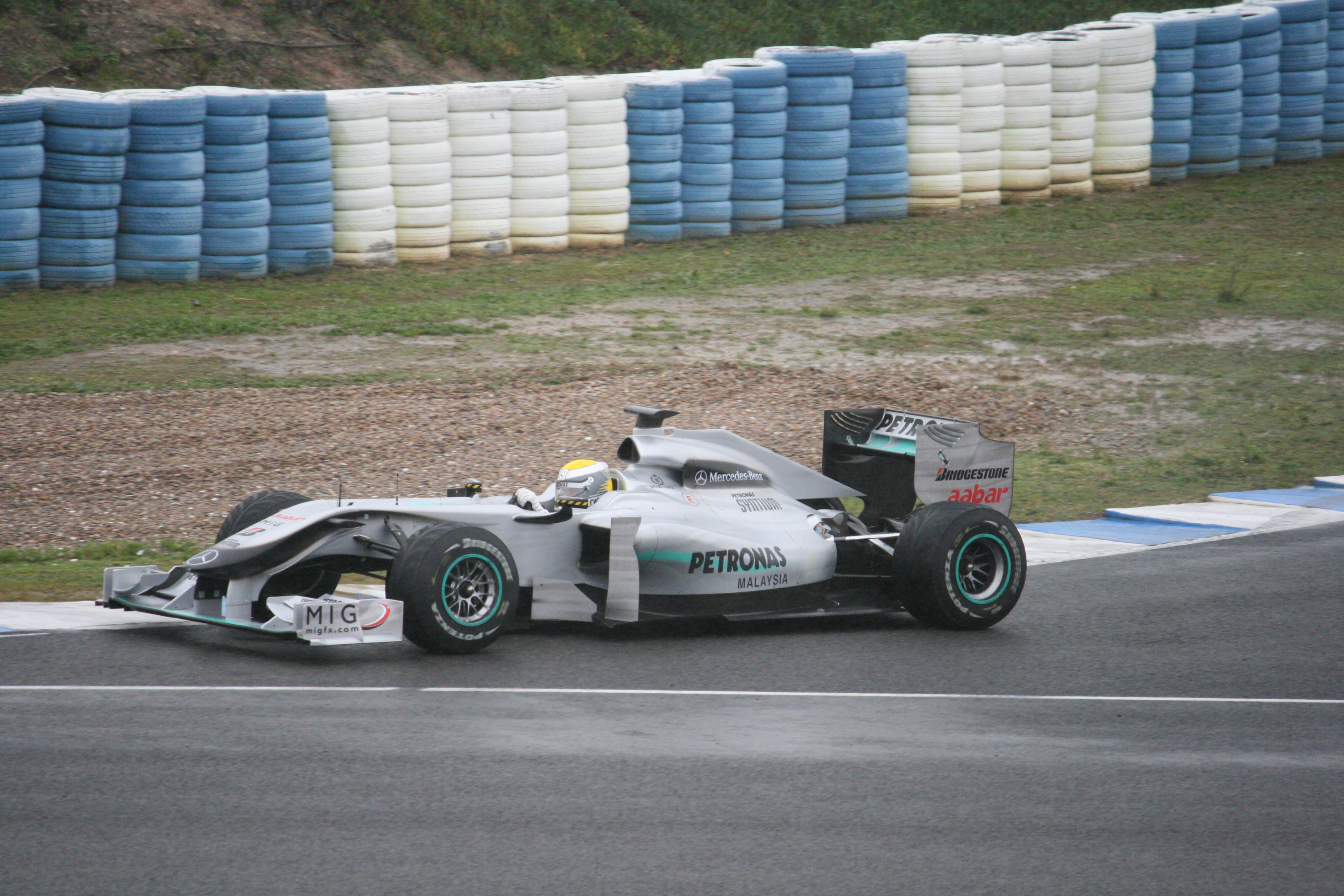
Nico Rosberg en el circuito de Jerez

| N.º | Circuito               | País   | Fecha            | Mejor tiempo | Piloto            | Escudería  |
| --- | ---------------------- | ------ | ---------------- | ------------ | ----------------- | ---------- |
| 1   | Circuito Ricardo Tormo | España | 1-3 de febrero   | 1:11:470     | Fernando Alonso   | Ferrari    |
| 2   | Circuito de Jerez      | España | 10-13 de febrero | 1:19:919     | Jaime Alguersuari | Toro Rosso |
| 3   | Circuito de Jerez      | España | 17-20 de febrero | 1:18:871     | Jenson Button     | McLaren    |
| 4   | Circuit de Cataluña    | España | 25-28 de febrero | 1:20:472     | Lewis Hamilton    | McLaren    |

### Postemporada
| N.º | Circuito            | País                   | Fecha              | Mejor tiempo | Piloto           | Escudería | Tipo de test    |
| --- | ------------------- | ---------------------- | ------------------ | ------------ | ---------------- | --------- | --------------- |
| 1   | Circuito Yas Marina | Emiratos Árabes Unidos | 16-17 de noviembre | 1:38.102     | Daniel Ricciardo | Red Bull  | Jóvenes pilotos |
| 2   | Circuito Yas Marina | Emiratos Árabes Unidos | 19-20 de noviembre | 1:40:170     | Felipe Massa     | Ferrari   | Pirelli         |

## Calendario
| Ronda   | Gran Premio                  | Circuito                                            | Fecha            |
| ------- | ---------------------------- | --------------------------------------------------- | ---------------- |
| 1       | Gran Premio de Baréin        | Circuito Internacional de Baréin, Sakhir            | 14 de marzo      |
| 2       | Gran Premio de Australia     | Circuito de Albert Park, Melbourne                  | 28 de marzo      |
| 3       | Gran Premio de Malasia       | Circuito Internacional de Sepang, Sepang            | 4 de abril       |
| 4       | Gran Premio de China         | Circuito Internacional de Shanghái, Shanghái        | 18 de abril      |
| 5       | Gran Premio de España        | Circuito de Barcelona-Cataluña, Montmeló            | 9 de mayo        |
| 6       | Gran Premio de Mónaco        | Circuito de Mónaco, Montecarlo                      | 16 de mayo       |
| 7       | Gran Premio de Turquía       | Circuito de Estambul, Estambul                      | 30 de mayo       |
| 8       | Gran Premio de Canadá        | Circuito Gilles Villeneuve, Montreal                | 13 de junio      |
| 9       | Gran Premio de Europa        | Circuito urbano de Valencia, Valencia               | 27 de junio      |
| 10      | Gran Premio de Gran Bretaña  | Circuito de Silverstone, Silverstone                | 11 de julio      |
| 11      | Gran Premio de Alemania      | Hockenheimring, Hockenheim                          | 25 de julio      |
| 12      | Gran Premio de Hungría       | Hungaroring, Mogyoród                               | 1 de agosto      |
| 13      | Gran Premio de Bélgica       | Circuito de Spa-Francorchamps, Spa                  | 29 de agosto     |
| 14      | Gran Premio de Italia        | Autodromo Nazionale di Monza, Monza                 | 12 de septiembre |
| 15      | Gran Premio de Singapur      | Circuito callejero de Marina Bay, Singapur          | 26 de septiembre |
| 16      | Gran Premio de Japón         | Circuito de Suzuka, Suzuka                          | 10 de octubre    |
| 17      | Gran Premio de Corea del Sur | Circuito Internacional de Corea, Condado de Yeongam | 24 de octubre    |
| 18      | Gran Premio de Brasil        | Autódromo José Carlos Pace, São Paulo               | 7 de noviembre   |
| 19      | Gran Premio de Abu Dabi      | Circuito Yas Marina, Isla Yas, Abu Dabi             | 14 de noviembre  |
| Fuente: |                              |                                                     |                  |

## Resultados
Esta temporada contó con el Gran Premio de Corea del Sur, y el Gran Premio de la India fue retrasado hasta el año 2011. El GP de Gran Bretaña estaba previsto para realizarse en Donington Park, pero por los problemas económicos que presentaron los organizadores fue en circuito de Silverstone.
A diferencia de las temporadas anteriores, el Gran Premio de Baréin se corrió en el tramo de resistencia (el mismo tramo de las 6 Horas de Baréin). Y esta fue a la vez, la única vez que la carrera se realizó en este tramo. Fue el GP de apertura de la temporada.
| Ronda | Fecha                         | Gran Premio | Mapa del circuito    | Resultados                  | Resultados       | Resultados                  | Resultados       |
| ----- | ----------------------------- | --- | -------------------- | --------------------------- | ---------------- | --------------------------- | ---------------- |
| 1     | 12, 13 y 14 de marzo          | Gran Premio de Baréin Circuito Internacional de Baréin Longitud: 6,299 km Vueltas: 49 Distancia de carrera: 308,405 km Ganador 2009: Jenson Button - Brawn        |                      | Libres 1                    | Adrian Sutil     | Ganador                     | Fernando Alonso  |
| 1     | 12, 13 y 14 de marzo          | Gran Premio de Baréin Circuito Internacional de Baréin Longitud: 6,299 km Vueltas: 49 Distancia de carrera: 308,405 km Ganador 2009: Jenson Button - Brawn        | Libres 2             | Nico Rosberg                | 2.º puesto       | Felipe Massa                |                  |
| 1     | 12, 13 y 14 de marzo          | Gran Premio de Baréin Circuito Internacional de Baréin Longitud: 6,299 km Vueltas: 49 Distancia de carrera: 308,405 km Ganador 2009: Jenson Button - Brawn        | Libres 3             | Fernando Alonso             | 3.er puesto      | Lewis Hamilton              |                  |
| 1     | 12, 13 y 14 de marzo          | Gran Premio de Baréin Circuito Internacional de Baréin Longitud: 6,299 km Vueltas: 49 Distancia de carrera: 308,405 km Ganador 2009: Jenson Button - Brawn        | Pole position        | Sebastian Vettel (1:54.101) | Vuelta rápida    | Fernando Alonso (1:58.287)  |                  |
| 1     | 12, 13 y 14 de marzo          | Gran Premio de Baréin Circuito Internacional de Baréin Longitud: 6,299 km Vueltas: 49 Distancia de carrera: 308,405 km Ganador 2009: Jenson Button - Brawn        | Resultados completos |                             |                  |                             |                  |
| 2     | 26, 27 y 28 de marzo          | Gran Premio de Australia Circuito de Albert Park Longitud: 5,303 km Vueltas: 58 Distancia de carrera: 307,574 km Ganador 2009: Jenson Button - Brawn              |                      | Libres 1                    | Robert Kubica    | Ganador                     | Jenson Button    |
| 2     | 26, 27 y 28 de marzo          | Gran Premio de Australia Circuito de Albert Park Longitud: 5,303 km Vueltas: 58 Distancia de carrera: 307,574 km Ganador 2009: Jenson Button - Brawn              | Libres 2             | Lewis Hamilton              | 2.º puesto       | Robert Kubica               |                  |
| 2     | 26, 27 y 28 de marzo          | Gran Premio de Australia Circuito de Albert Park Longitud: 5,303 km Vueltas: 58 Distancia de carrera: 307,574 km Ganador 2009: Jenson Button - Brawn              | Libres 3             | Mark Webber                 | 3.er puesto      | Felipe Massa                |                  |
| 2     | 26, 27 y 28 de marzo          | Gran Premio de Australia Circuito de Albert Park Longitud: 5,303 km Vueltas: 58 Distancia de carrera: 307,574 km Ganador 2009: Jenson Button - Brawn              | Pole position        | Sebastian Vettel (1:23.919) | Vuelta rápida    | Mark Webber (1:28.358)      |                  |
| 2     | 26, 27 y 28 de marzo          | Gran Premio de Australia Circuito de Albert Park Longitud: 5,303 km Vueltas: 58 Distancia de carrera: 307,574 km Ganador 2009: Jenson Button - Brawn              | Resultados completos |                             |                  |                             |                  |
| 3     | 2, 3 y 4 de abril             | Gran Premio de Malasia Circuito Internacional de Sepang Longitud: 5,543 km Vueltas: 56 Distancia de carrera: 310,408 km Ganador 2009: Jenson Button - Brawn       |                      | Libres 1                    | Lewis Hamilton   | Ganador                     | Sebastian Vettel |
| 3     | 2, 3 y 4 de abril             | Gran Premio de Malasia Circuito Internacional de Sepang Longitud: 5,543 km Vueltas: 56 Distancia de carrera: 310,408 km Ganador 2009: Jenson Button - Brawn       | Libres 2             | Lewis Hamilton              | 2.º puesto       | Mark Webber                 |                  |
| 3     | 2, 3 y 4 de abril             | Gran Premio de Malasia Circuito Internacional de Sepang Longitud: 5,543 km Vueltas: 56 Distancia de carrera: 310,408 km Ganador 2009: Jenson Button - Brawn       | Libres 3             | Mark Webber                 | 3.er puesto      | Nico Rosberg                |                  |
| 3     | 2, 3 y 4 de abril             | Gran Premio de Malasia Circuito Internacional de Sepang Longitud: 5,543 km Vueltas: 56 Distancia de carrera: 310,408 km Ganador 2009: Jenson Button - Brawn       | Pole position        | Mark Webber (1:49.327)      | Vuelta rápida    | Mark Webber (1:37.054)      |                  |
| 3     | 2, 3 y 4 de abril             | Gran Premio de Malasia Circuito Internacional de Sepang Longitud: 5,543 km Vueltas: 56 Distancia de carrera: 310,408 km Ganador 2009: Jenson Button - Brawn       | Resultados completos |                             |                  |                             |                  |
| 4     | 16, 17 y 18 de abril          | Gran Premio de China Circuito Internacional de Shanghái Longitud: 5,451 km Vueltas: 56 Distancia de carrera: 305,066 km Ganador 2009: Sebastian Vettel - Red Bull |                      | Libres 1                    | Jenson Button    | Ganador                     | Jenson Button    |
| 4     | 16, 17 y 18 de abril          | Gran Premio de China Circuito Internacional de Shanghái Longitud: 5,451 km Vueltas: 56 Distancia de carrera: 305,066 km Ganador 2009: Sebastian Vettel - Red Bull | Libres 2             | Lewis Hamilton              | 2.º puesto       | Lewis Hamilton              |                  |
| 4     | 16, 17 y 18 de abril          | Gran Premio de China Circuito Internacional de Shanghái Longitud: 5,451 km Vueltas: 56 Distancia de carrera: 305,066 km Ganador 2009: Sebastian Vettel - Red Bull | Libres 3             | Mark Webber                 | 3.er puesto      | Nico Rosberg                |                  |
| 4     | 16, 17 y 18 de abril          | Gran Premio de China Circuito Internacional de Shanghái Longitud: 5,451 km Vueltas: 56 Distancia de carrera: 305,066 km Ganador 2009: Sebastian Vettel - Red Bull | Pole position        | Sebastian Vettel (1:34.558) | Vuelta rápida    | Lewis Hamilton (1:42.061)   |                  |
| 4     | 16, 17 y 18 de abril          | Gran Premio de China Circuito Internacional de Shanghái Longitud: 5,451 km Vueltas: 56 Distancia de carrera: 305,066 km Ganador 2009: Sebastian Vettel - Red Bull | Resultados completos |                             |                  |                             |                  |
| 5     | 7, 8 y 9 de mayo              | Gran Premio de España Circuito de Barcelona-Cataluña Longitud: 4,655 km Vueltas: 66 Distancia de carrera: 307,104 km Ganador 2009: Jenson Button - Brawn          |                      | Libres 1                    | Lewis Hamilton   | Ganador                     | Mark Webber      |
| 5     | 7, 8 y 9 de mayo              | Gran Premio de España Circuito de Barcelona-Cataluña Longitud: 4,655 km Vueltas: 66 Distancia de carrera: 307,104 km Ganador 2009: Jenson Button - Brawn          | Libres 2             | Sebastian Vettel            | 2.º puesto       | Fernando Alonso             |                  |
| 5     | 7, 8 y 9 de mayo              | Gran Premio de España Circuito de Barcelona-Cataluña Longitud: 4,655 km Vueltas: 66 Distancia de carrera: 307,104 km Ganador 2009: Jenson Button - Brawn          | Libres 3             | Sebastian Vettel            | 3.er puesto      | Sebastian Vettel            |                  |
| 5     | 7, 8 y 9 de mayo              | Gran Premio de España Circuito de Barcelona-Cataluña Longitud: 4,655 km Vueltas: 66 Distancia de carrera: 307,104 km Ganador 2009: Jenson Button - Brawn          | Pole position        | Mark Webber (1:19.995)      | Vuelta rápida    | Lewis Hamilton (1:24:357)   |                  |
| 5     | 7, 8 y 9 de mayo              | Gran Premio de España Circuito de Barcelona-Cataluña Longitud: 4,655 km Vueltas: 66 Distancia de carrera: 307,104 km Ganador 2009: Jenson Button - Brawn          | Resultados completos |                             |                  |                             |                  |
| 6     | 13, 15 y 16 de mayo           | Gran Premio de Mónaco Circuito de Mónaco Longitud: 3,340 km Vueltas: 78 Distancia de carrera: 260,520 km Ganador 2009: Jenson Button - Brawn                      |                      | Libres 1                    | Fernando Alonso  | Ganador                     | Mark Webber      |
| 6     | 13, 15 y 16 de mayo           | Gran Premio de Mónaco Circuito de Mónaco Longitud: 3,340 km Vueltas: 78 Distancia de carrera: 260,520 km Ganador 2009: Jenson Button - Brawn                      | Libres 2             | Fernando Alonso             | 2.º puesto       | Sebastian Vettel            |                  |
| 6     | 13, 15 y 16 de mayo           | Gran Premio de Mónaco Circuito de Mónaco Longitud: 3,340 km Vueltas: 78 Distancia de carrera: 260,520 km Ganador 2009: Jenson Button - Brawn                      | Libres 3             | Robert Kubica               | 3.er puesto      | Robert Kubica               |                  |
| 6     | 13, 15 y 16 de mayo           | Gran Premio de Mónaco Circuito de Mónaco Longitud: 3,340 km Vueltas: 78 Distancia de carrera: 260,520 km Ganador 2009: Jenson Button - Brawn                      | Pole position        | Mark Webber (1:13.826)      | Vuelta rápida    | Sebastian Vettel (1:15.192) |                  |
| 6     | 13, 15 y 16 de mayo           | Gran Premio de Mónaco Circuito de Mónaco Longitud: 3,340 km Vueltas: 78 Distancia de carrera: 260,520 km Ganador 2009: Jenson Button - Brawn                      | Resultados completos |                             |                  |                             |                  |
| 7     | 28, 29 y 30 de mayo           | Gran Premio de Turquía Circuito de Estanbul Longitud: 5,340 km Vueltas: 58 Distancia de carrera: 309,720 km Ganador 2009: Jenson Button - Brawn                   |                      | Libres 1                    | Lewis Hamilton   | Ganador                     | Lewis Hamilton   |
| 7     | 28, 29 y 30 de mayo           | Gran Premio de Turquía Circuito de Estanbul Longitud: 5,340 km Vueltas: 58 Distancia de carrera: 309,720 km Ganador 2009: Jenson Button - Brawn                   | Libres 2             | Jenson Button               | 2.º puesto       | Jenson Button               |                  |
| 7     | 28, 29 y 30 de mayo           | Gran Premio de Turquía Circuito de Estanbul Longitud: 5,340 km Vueltas: 58 Distancia de carrera: 309,720 km Ganador 2009: Jenson Button - Brawn                   | Libres 3             | Sebastian Vettel            | 3.er puesto      | Mark Webber                 |                  |
| 7     | 28, 29 y 30 de mayo           | Gran Premio de Turquía Circuito de Estanbul Longitud: 5,340 km Vueltas: 58 Distancia de carrera: 309,720 km Ganador 2009: Jenson Button - Brawn                   | Pole position        | Mark Webber (1:26.295)      | Vuelta rápida    | Vitaly Petrov (1:29.165)    |                  |
| 7     | 28, 29 y 30 de mayo           | Gran Premio de Turquía Circuito de Estanbul Longitud: 5,340 km Vueltas: 58 Distancia de carrera: 309,720 km Ganador 2009: Jenson Button - Brawn                   | Resultados completos |                             |                  |                             |                  |
| 8     | 11, 12 y 13 de junio          | Gran Premio de Canadá Circuito Gilles Villeneuve Longitud: 4,361 km Vueltas: 70 Distancia de carrera: 305,270 km Ganador 2009: No se disputó                      |                      | Libres 1                    | Jenson Button    | Ganador                     | Lewis Hamilton   |
| 8     | 11, 12 y 13 de junio          | Gran Premio de Canadá Circuito Gilles Villeneuve Longitud: 4,361 km Vueltas: 70 Distancia de carrera: 305,270 km Ganador 2009: No se disputó                      | Libres 2             | Sebastian Vettel            | 2.º puesto       | Jenson Button               |                  |
| 8     | 11, 12 y 13 de junio          | Gran Premio de Canadá Circuito Gilles Villeneuve Longitud: 4,361 km Vueltas: 70 Distancia de carrera: 305,270 km Ganador 2009: No se disputó                      | Libres 3             | Lewis Hamilton              | 3.er puesto      | Fernando Alonso             |                  |
| 8     | 11, 12 y 13 de junio          | Gran Premio de Canadá Circuito Gilles Villeneuve Longitud: 4,361 km Vueltas: 70 Distancia de carrera: 305,270 km Ganador 2009: No se disputó                      | Pole position        | Lewis Hamilton (1:15.105)   | Vuelta rápida    | Robert Kubica (1:16.972)    |                  |
| 8     | 11, 12 y 13 de junio          | Gran Premio de Canadá Circuito Gilles Villeneuve Longitud: 4,361 km Vueltas: 70 Distancia de carrera: 305,270 km Ganador 2009: No se disputó                      | Resultados completos |                             |                  |                             |                  |
| 9     | 25, 26 y 27 de junio          | Gran Premio de Europa Circuito urbano de Valencia Longitud: 5,419 km Vueltas: 57 Distancia de carrera: 308,883 km Ganador 2009: Rubens Barrichello - Brawn        |                      | Libres 1                    | Nico Rosberg     | Ganador                     | Sebastian Vettel |
| 9     | 25, 26 y 27 de junio          | Gran Premio de Europa Circuito urbano de Valencia Longitud: 5,419 km Vueltas: 57 Distancia de carrera: 308,883 km Ganador 2009: Rubens Barrichello - Brawn        | Libres 2             | Fernando Alonso             | 2.º puesto       | Lewis Hamilton              |                  |
| 9     | 25, 26 y 27 de junio          | Gran Premio de Europa Circuito urbano de Valencia Longitud: 5,419 km Vueltas: 57 Distancia de carrera: 308,883 km Ganador 2009: Rubens Barrichello - Brawn        | Libres 3             | Sebastian Vettel            | 3.er puesto      | Jenson Button               |                  |
| 9     | 25, 26 y 27 de junio          | Gran Premio de Europa Circuito urbano de Valencia Longitud: 5,419 km Vueltas: 57 Distancia de carrera: 308,883 km Ganador 2009: Rubens Barrichello - Brawn        | Pole position        | Sebastian Vettel (1:37.587) | Vuelta rápida    | Jenson Button (1:38.766)    |                  |
| 9     | 25, 26 y 27 de junio          | Gran Premio de Europa Circuito urbano de Valencia Longitud: 5,419 km Vueltas: 57 Distancia de carrera: 308,883 km Ganador 2009: Rubens Barrichello - Brawn        | Resultados completos |                             |                  |                             |                  |
| 10    | 9, 10 y 11 de julio           | Gran Premio de Gran Bretaña Circuito de Silverstone Longitud: 5,901 km Vueltas: 52 Distancia de carrera: 306,747 km Ganador 2009: Sebastian Vettel - Red Bull     |                      | Libres 1                    | Sebastian Vettel | Ganador                     | Mark Webber      |
| 10    | 9, 10 y 11 de julio           | Gran Premio de Gran Bretaña Circuito de Silverstone Longitud: 5,901 km Vueltas: 52 Distancia de carrera: 306,747 km Ganador 2009: Sebastian Vettel - Red Bull     | Libres 2             | Mark Webber                 | 2.º puesto       | Lewis Hamilton              |                  |
| 10    | 9, 10 y 11 de julio           | Gran Premio de Gran Bretaña Circuito de Silverstone Longitud: 5,901 km Vueltas: 52 Distancia de carrera: 306,747 km Ganador 2009: Sebastian Vettel - Red Bull     | Libres 3             | Sebastian Vettel            | 3.er puesto      | Nico Rosberg                |                  |
| 10    | 9, 10 y 11 de julio           | Gran Premio de Gran Bretaña Circuito de Silverstone Longitud: 5,901 km Vueltas: 52 Distancia de carrera: 306,747 km Ganador 2009: Sebastian Vettel - Red Bull     | Pole position        | Sebastian Vettel (1:29.615) | Vuelta rápida    | Fernando Alonso (1:30.874)  |                  |
| 10    | 9, 10 y 11 de julio           | Gran Premio de Gran Bretaña Circuito de Silverstone Longitud: 5,901 km Vueltas: 52 Distancia de carrera: 306,747 km Ganador 2009: Sebastian Vettel - Red Bull     | Resultados completos |                             |                  |                             |                  |
| 11    | 23, 24 y 25 de julio          | Gran Premio de Alemania Hockenheimring Longitud: 4,574 km Vueltas: 67 Distancia de carrera: 306,458 km Ganador 2009: Mark Webber - Red Bull                       |                      | Libres 1                    | Adrian Sutil     | Ganador                     | Fernando Alonso  |
| 11    | 23, 24 y 25 de julio          | Gran Premio de Alemania Hockenheimring Longitud: 4,574 km Vueltas: 67 Distancia de carrera: 306,458 km Ganador 2009: Mark Webber - Red Bull                       | Libres 2             | Fernando Alonso             | 2.º puesto       | Felipe Massa                |                  |
| 11    | 23, 24 y 25 de julio          | Gran Premio de Alemania Hockenheimring Longitud: 4,574 km Vueltas: 67 Distancia de carrera: 306,458 km Ganador 2009: Mark Webber - Red Bull                       | Libres 3             | Sebastian Vettel            | 3.er puesto      | Sebastian Vettel            |                  |
| 11    | 23, 24 y 25 de julio          | Gran Premio de Alemania Hockenheimring Longitud: 4,574 km Vueltas: 67 Distancia de carrera: 306,458 km Ganador 2009: Mark Webber - Red Bull                       | Pole position        | Sebastian Vettel (1:13.791) | Vuelta rápida    | Sebastian Vettel (1:15.824) |                  |
| 11    | 23, 24 y 25 de julio          | Gran Premio de Alemania Hockenheimring Longitud: 4,574 km Vueltas: 67 Distancia de carrera: 306,458 km Ganador 2009: Mark Webber - Red Bull                       | Resultados completos |                             |                  |                             |                  |
| 12    | 29, 30 de julio y 1 de agosto | Gran Premio de Hungría Hungaroring Longitud: 4,780 km Vueltas: 70 Distancia de carrera: 306,660 km Ganador 2009: Lewis Hamilton - McLaren                         |                      | Libres 1                    | Sebastian Vettel | Ganador                     | Mark Webber      |
| 12    | 29, 30 de julio y 1 de agosto | Gran Premio de Hungría Hungaroring Longitud: 4,780 km Vueltas: 70 Distancia de carrera: 306,660 km Ganador 2009: Lewis Hamilton - McLaren                         | Libres 2             | Sebastian Vettel            | 2.º puesto       | Fernando Alonso             |                  |
| 12    | 29, 30 de julio y 1 de agosto | Gran Premio de Hungría Hungaroring Longitud: 4,780 km Vueltas: 70 Distancia de carrera: 306,660 km Ganador 2009: Lewis Hamilton - McLaren                         | Libres 3             | Mark Webber                 | 3.er puesto      | Sebastian Vettel            |                  |
| 12    | 29, 30 de julio y 1 de agosto | Gran Premio de Hungría Hungaroring Longitud: 4,780 km Vueltas: 70 Distancia de carrera: 306,660 km Ganador 2009: Lewis Hamilton - McLaren                         | Pole position        | Sebastian Vettel (1:18.773) | Vuelta rápida    | Sebastian Vettel (1:22.362) |                  |
| 12    | 29, 30 de julio y 1 de agosto | Gran Premio de Hungría Hungaroring Longitud: 4,780 km Vueltas: 70 Distancia de carrera: 306,660 km Ganador 2009: Lewis Hamilton - McLaren                         | Resultados completos |                             |                  |                             |                  |
| 13    | 27, 28 y 29 de agosto         | Gran Premio de Bélgica Circuito de Spa-Francorchamps Longitud: 7,004 km Vueltas: 44 Distancia de carrera: 308,052 km Ganador 2009: Kimi Räikkönen - Ferrari       |                      | Libres 1                    | Fernando Alonso  | Ganador                     | Lewis Hamilton   |
| 13    | 27, 28 y 29 de agosto         | Gran Premio de Bélgica Circuito de Spa-Francorchamps Longitud: 7,004 km Vueltas: 44 Distancia de carrera: 308,052 km Ganador 2009: Kimi Räikkönen - Ferrari       | Libres 2             | Fernando Alonso             | 2.º puesto       | Mark Webber                 |                  |
| 13    | 27, 28 y 29 de agosto         | Gran Premio de Bélgica Circuito de Spa-Francorchamps Longitud: 7,004 km Vueltas: 44 Distancia de carrera: 308,052 km Ganador 2009: Kimi Räikkönen - Ferrari       | Libres 3             | Mark Webber                 | 3.er puesto      | Robert Kubica               |                  |
| 13    | 27, 28 y 29 de agosto         | Gran Premio de Bélgica Circuito de Spa-Francorchamps Longitud: 7,004 km Vueltas: 44 Distancia de carrera: 308,052 km Ganador 2009: Kimi Räikkönen - Ferrari       | Pole position        | Mark Webber (1:45.778)      | Vuelta rápida    | Lewis Hamilton (1:49.069)   |                  |
| 13    | 27, 28 y 29 de agosto         | Gran Premio de Bélgica Circuito de Spa-Francorchamps Longitud: 7,004 km Vueltas: 44 Distancia de carrera: 308,052 km Ganador 2009: Kimi Räikkönen - Ferrari       | Resultados completos |                             |                  |                             |                  |
| 14    | 10, 11 y 12 de septiembre     | Gran Premio de Italia Autodromo Nazionale di Monza Longitud: 5,793 km Vueltas: 53 Distancia de carrera: 306,720 km Ganador 2009: Rubens Barrichello - Brawn       |                      | Libres 1                    | Jenson Button    | Ganador                     | Fernando Alonso  |
| 14    | 10, 11 y 12 de septiembre     | Gran Premio de Italia Autodromo Nazionale di Monza Longitud: 5,793 km Vueltas: 53 Distancia de carrera: 306,720 km Ganador 2009: Rubens Barrichello - Brawn       | Libres 2             | Sebastian Vettel            | 2.º puesto       | Jenson Button               |                  |
| 14    | 10, 11 y 12 de septiembre     | Gran Premio de Italia Autodromo Nazionale di Monza Longitud: 5,793 km Vueltas: 53 Distancia de carrera: 306,720 km Ganador 2009: Rubens Barrichello - Brawn       | Libres 3             | Lewis Hamilton              | 3.er puesto      | Felipe Massa                |                  |
| 14    | 10, 11 y 12 de septiembre     | Gran Premio de Italia Autodromo Nazionale di Monza Longitud: 5,793 km Vueltas: 53 Distancia de carrera: 306,720 km Ganador 2009: Rubens Barrichello - Brawn       | Pole position        | Fernando Alonso (1:21.962)  | Vuelta rápida    | Fernando Alonso (1:24.139)  |                  |
| 14    | 10, 11 y 12 de septiembre     | Gran Premio de Italia Autodromo Nazionale di Monza Longitud: 5,793 km Vueltas: 53 Distancia de carrera: 306,720 km Ganador 2009: Rubens Barrichello - Brawn       | Resultados completos |                             |                  |                             |                  |
| 15    | 24, 25 y 26 de septiembre     | Gran Premio de Singapur Circuito callejero de Marina Bay Longitud: 5,073 km Vueltas: 61 Distancia de carrera: 309,316 km Ganador 2009: Lewis Hamilton - McLaren   |                      | Libres 1                    | Mark Webber      | Ganador                     | Fernando Alonso  |
| 15    | 24, 25 y 26 de septiembre     | Gran Premio de Singapur Circuito callejero de Marina Bay Longitud: 5,073 km Vueltas: 61 Distancia de carrera: 309,316 km Ganador 2009: Lewis Hamilton - McLaren   | Libres 2             | Sebastian Vettel            | 2.º puesto       | Sebastian Vettel            |                  |
| 15    | 24, 25 y 26 de septiembre     | Gran Premio de Singapur Circuito callejero de Marina Bay Longitud: 5,073 km Vueltas: 61 Distancia de carrera: 309,316 km Ganador 2009: Lewis Hamilton - McLaren   | Libres 3             | Sebastian Vettel            | 3.er puesto      | Mark Webber                 |                  |
| 15    | 24, 25 y 26 de septiembre     | Gran Premio de Singapur Circuito callejero de Marina Bay Longitud: 5,073 km Vueltas: 61 Distancia de carrera: 309,316 km Ganador 2009: Lewis Hamilton - McLaren   | Pole position        | Fernando Alonso (1:45.390)  | Vuelta rápida    | Fernando Alonso (1:47.979)  |                  |
| 15    | 24, 25 y 26 de septiembre     | Gran Premio de Singapur Circuito callejero de Marina Bay Longitud: 5,073 km Vueltas: 61 Distancia de carrera: 309,316 km Ganador 2009: Lewis Hamilton - McLaren   | Resultados completos |                             |                  |                             |                  |
| 16    | 8, 9 y 10 de octubre          | Gran Premio de Japón Circuito de Suzuka Longitud: 5,807 km Vueltas: 53 Distancia de carrera: 307,573 km Ganador 2009: Sebastian Vettel - Red Bull                 |                      | Libres 1                    | Sebastian Vettel | Ganador                     | Sebastian Vettel |
| 16    | 8, 9 y 10 de octubre          | Gran Premio de Japón Circuito de Suzuka Longitud: 5,807 km Vueltas: 53 Distancia de carrera: 307,573 km Ganador 2009: Sebastian Vettel - Red Bull                 | Libres 2             | Sebastian Vettel            | 2.º puesto       | Mark Webber                 |                  |
| 16    | 8, 9 y 10 de octubre          | Gran Premio de Japón Circuito de Suzuka Longitud: 5,807 km Vueltas: 53 Distancia de carrera: 307,573 km Ganador 2009: Sebastian Vettel - Red Bull                 | Libres 3             | Jaime Alguersuari           | 3.er puesto      | Fernando Alonso             |                  |
| 16    | 8, 9 y 10 de octubre          | Gran Premio de Japón Circuito de Suzuka Longitud: 5,807 km Vueltas: 53 Distancia de carrera: 307,573 km Ganador 2009: Sebastian Vettel - Red Bull                 | Pole position        | Sebastian Vettel (1:30.785) | Vuelta rápida    | Mark Webber (1:33.474)      |                  |
| 16    | 8, 9 y 10 de octubre          | Gran Premio de Japón Circuito de Suzuka Longitud: 5,807 km Vueltas: 53 Distancia de carrera: 307,573 km Ganador 2009: Sebastian Vettel - Red Bull                 | Resultados completos |                             |                  |                             |                  |
| 17    | 22, 23 y 24 de octubre        | Gran Premio de Corea del Sur Circuito Internacional de Corea Longitud: 5,615 km Vueltas: 55 Distancia de carrera: 308,630 km Ganador 2009: Primera edición        |                      | Libres 1                    | Lewis Hamilton   | Ganador                     | Fernando Alonso  |
| 17    | 22, 23 y 24 de octubre        | Gran Premio de Corea del Sur Circuito Internacional de Corea Longitud: 5,615 km Vueltas: 55 Distancia de carrera: 308,630 km Ganador 2009: Primera edición        | Libres 2             | Mark Webber                 | 2.º puesto       | Lewis Hamilton              |                  |
| 17    | 22, 23 y 24 de octubre        | Gran Premio de Corea del Sur Circuito Internacional de Corea Longitud: 5,615 km Vueltas: 55 Distancia de carrera: 308,630 km Ganador 2009: Primera edición        | Libres 3             | Robert Kubica               | 3.er puesto      | Felipe Massa                |                  |
| 17    | 22, 23 y 24 de octubre        | Gran Premio de Corea del Sur Circuito Internacional de Corea Longitud: 5,615 km Vueltas: 55 Distancia de carrera: 308,630 km Ganador 2009: Primera edición        | Pole position        | Sebastian Vettel (1:35.585) | Vuelta rápida    | Fernando Alonso (1:50.257)  |                  |
| 17    | 22, 23 y 24 de octubre        | Gran Premio de Corea del Sur Circuito Internacional de Corea Longitud: 5,615 km Vueltas: 55 Distancia de carrera: 308,630 km Ganador 2009: Primera edición        | Resultados completos |                             |                  |                             |                  |
| 18    | 5, 6 y 7 de noviembre         | Gran Premio de Brasil Autódromo José Carlos Pace Longitud: 4,309 km Vueltas: 71 Distancia de carrera: 305,909 km Ganador 2009: Mark Webber - Red Bull             |                      | Libres 1                    | Sebastian Vettel | Ganador                     | Sebastian Vettel |
| 18    | 5, 6 y 7 de noviembre         | Gran Premio de Brasil Autódromo José Carlos Pace Longitud: 4,309 km Vueltas: 71 Distancia de carrera: 305,909 km Ganador 2009: Mark Webber - Red Bull             | Libres 2             | Sebastian Vettel            | 2.º puesto       | Mark Webber                 |                  |
| 18    | 5, 6 y 7 de noviembre         | Gran Premio de Brasil Autódromo José Carlos Pace Longitud: 4,309 km Vueltas: 71 Distancia de carrera: 305,909 km Ganador 2009: Mark Webber - Red Bull             | Libres 3             | Robert Kubica               | 3.er puesto      | Fernando Alonso             |                  |
| 18    | 5, 6 y 7 de noviembre         | Gran Premio de Brasil Autódromo José Carlos Pace Longitud: 4,309 km Vueltas: 71 Distancia de carrera: 305,909 km Ganador 2009: Mark Webber - Red Bull             | Pole position        | Nico Hülkenberg (1:14.470)  | Vuelta rápida    | Lewis Hamilton (1:13.851)   |                  |
| 18    | 5, 6 y 7 de noviembre         | Gran Premio de Brasil Autódromo José Carlos Pace Longitud: 4,309 km Vueltas: 71 Distancia de carrera: 305,909 km Ganador 2009: Mark Webber - Red Bull             | Resultados completos |                             |                  |                             |                  |
| 19    | 12, 13 y 14 de noviembre      | Gran Premio de Abu Dabi Circuito Yas Marina Longitud: 5,554 km Vueltas: 55 Distancia de carrera: 305,361 km Ganador 2009: Sebastian Vettel - Red Bull             |                      | Libres 1                    | Sebastian Vettel | Ganador                     | Sebastian Vettel |
| 19    | 12, 13 y 14 de noviembre      | Gran Premio de Abu Dabi Circuito Yas Marina Longitud: 5,554 km Vueltas: 55 Distancia de carrera: 305,361 km Ganador 2009: Sebastian Vettel - Red Bull             | Libres 2             | Lewis Hamilton              | 2.º puesto       | Lewis Hamilton              |                  |
| 19    | 12, 13 y 14 de noviembre      | Gran Premio de Abu Dabi Circuito Yas Marina Longitud: 5,554 km Vueltas: 55 Distancia de carrera: 305,361 km Ganador 2009: Sebastian Vettel - Red Bull             | Libres 3             | Sebastian Vettel            | 3.er puesto      | Jenson Button               |                  |
| 19    | 12, 13 y 14 de noviembre      | Gran Premio de Abu Dabi Circuito Yas Marina Longitud: 5,554 km Vueltas: 55 Distancia de carrera: 305,361 km Ganador 2009: Sebastian Vettel - Red Bull             | Pole position        | Sebastian Vettel (1:39.394) | Vuelta rápida    | Jenson Button (1:41.274)    |                  |
| 19    | 12, 13 y 14 de noviembre      | Gran Premio de Abu Dabi Circuito Yas Marina Longitud: 5,554 km Vueltas: 55 Distancia de carrera: 305,361 km Ganador 2009: Sebastian Vettel - Red Bull             | Resultados completos |                             |                  |                             |                  |

## Clasificaciones

### Puntuaciones
| Posición | 1.º | 2.º | 3.º | 4.º | 5.º | 6.º | 7.º | 8.º | 9.º | 10.º |
| Puntos   | 25  | 18  | 15  | 12  | 10  | 8   | 6   | 4   | 2   | 1    |

### Campeonato de Pilotos
| Pos. | Piloto             | BHR | AUS | MYS | CHN | ESP | MON | TUR | CAN | EUR | GBR | GER | HUN | BEL | ITA | SIN | JPN | RCO | BRA | ABU | Puntos |
| ---- | ------------------ | --- | --- | --- | --- | --- | --- | --- | --- | --- | --- | --- | --- | --- | --- | --- | --- | --- | --- | --- | ------ |
| 1    | Sebastian Vettel   | 4   | Ret | 1   | 6   | 3   | 2   | Ret | 4   | 1   | 7   | 3   | 3   | 15  | 4   | 2   | 1   | Ret | 1   | 1   | 256    |
| 2    | Fernando Alonso    | 1   | 4   | 13† | 4   | 2   | 6   | 8   | 3   | 8   | 14  | 1   | 2   | Ret | 1   | 1   | 3   | 1   | 3   | 7   | 252    |
| 3    | Mark Webber        | 8   | 9   | 2   | 8   | 1   | 1   | 3   | 5   | Ret | 1   | 6   | 1   | 2   | 6   | 3   | 2   | Ret | 2   | 8   | 242    |
| 4    | Lewis Hamilton     | 3   | 6   | 6   | 2   | 14† | 5   | 1   | 1   | 2   | 2   | 4   | Ret | 1   | Ret | Ret | 5   | 2   | 4   | 2   | 240    |
| 5    | Jenson Button      | 7   | 1   | 8   | 1   | 5   | Ret | 2   | 2   | 3   | 4   | 5   | 8   | Ret | 2   | 4   | 4   | 12  | 5   | 3   | 214    |
| 6    | Felipe Massa       | 2   | 3   | 7   | 9   | 6   | 4   | 7   | 15  | 11  | 15  | 2   | 4   | 4   | 3   | 8   | Ret | 3   | 15  | 10  | 144    |
| 7    | Nico Rosberg       | 5   | 5   | 3   | 3   | 13  | 7   | 5   | 6   | 10  | 3   | 8   | Ret | 6   | 5   | 5   | 17† | Ret | 6   | 4   | 142    |
| 8    | Robert Kubica      | 11  | 2   | 4   | 5   | 8   | 3   | 6   | 7   | 5   | Ret | 7   | Ret | 3   | 8   | 7   | Ret | 5   | 9   | 5   | 136    |
| 9    | Michael Schumacher | 6   | 10  | Ret | 10  | 4   | 12  | 4   | 11  | 15  | 9   | 9   | 11  | 7   | 9   | 13  | 6   | 4   | 7   | Ret | 72     |
| 10   | Rubens Barrichello | 10  | 8   | 12  | 12  | 9   | Ret | 14  | 14  | 4   | 5   | 12  | 10  | Ret | 10  | 6   | 9   | 7   | 14  | 12  | 47     |
| 11   | Adrian Sutil       | 12  | Ret | 5   | 11  | 7   | 8   | 9   | 10  | 6   | 8   | 17  | Ret | 5   | 16  | 9   | Ret | Ret | 12  | 13  | 47     |
| 12   | Kamui Kobayashi    | Ret | Ret | Ret | Ret | 12  | Ret | 10  | Ret | 7   | 6   | 11  | 9   | 8   | Ret | Ret | 7   | 8   | 10  | 14  | 32     |
| 13   | Vitaly Petrov      | Ret | Ret | Ret | 7   | 11  | 13† | 15  | 17  | 14  | 13  | 10  | 5   | 9   | 13  | 11  | Ret | Ret | 16  | 6   | 27     |
| 14   | Nico Hülkenberg    | 14  | Ret | 10  | 15  | 16  | Ret | 17  | 13  | Ret | 10  | 13  | 6   | 14  | 7   | 10  | Ret | 10  | 8   | 16  | 22     |
| 15   | Vitantonio Liuzzi  | 9   | 7   | Ret | Ret | 15† | 9   | 13  | 9   | 16  | 11  | 16  | 13  | 10  | 12  | Ret | Ret | 6   | Ret | Ret | 21     |
| 16   | Sébastien Buemi    | 16† | Ret | 11  | Ret | Ret | 10  | 16  | 8   | 9   | 12  | Ret | 12  | 12  | 11  | 14  | 10  | Ret | 13  | 15  | 8      |
| 17   | Pedro de la Rosa   | Ret | 12  | DNS | Ret | Ret | Ret | 11  | Ret | 12  | Ret | 14  | 7   | 11  | 14  |     |     |     |     |     | 6      |
| 18   | Nick Heidfeld      |     |     |     |     |     |     |     |     |     |     |     |     |     |     | Ret | 8   | 9   | 17  | 11  | 6      |
| 19   | Jaime Alguersuari  | 13  | 11  | 9   | 13  | 10  | 11  | 12  | 12  | 13  | Ret | 15  | Ret | 13  | 15  | 12  | 11  | 11  | 11  | 9   | 5      |
| 20   | Heikki Kovalainen  | 15  | 13  | Ret | 14  | DNS | Ret | Ret | 16  | Ret | 17  | Ret | 14  | 16  | 18  | 16† | 12  | 13  | 18  | 17  | 0      |
| 21   | Jarno Trulli       | 17† | DNS | 17  | Ret | 17  | 15† | Ret | Ret | 21  | 16  | Ret | 15  | 19  | Ret | Ret | 13  | Ret | 19  | 21  | 0      |
| 22   | Karun Chandhok     | Ret | 14  | 15  | 17  | Ret | 14† | 20† | 18  | 18  | 19  |     |     |     |     |     |     |     |     |     | 0      |
| 23   | Bruno Senna        | Ret | Ret | 16  | 16  | Ret | Ret | Ret | Ret | 20  |     | 19  | 17  | Ret | Ret | Ret | 15  | 14  | 21  | 19  | 0      |
| 24   | Lucas di Grassi    | Ret | Ret | 14  | Ret | 19  | Ret | 19  | 19  | 17  | Ret | Ret | 18  | 17  | 20  | 15  | DNS | Ret | Ret | 18  | 0      |
| 25   | Timo Glock         | Ret | Ret | Ret | DNS | 18  | Ret | 18  | Ret | 19  | 18  | 18  | 16  | 18  | 17  | Ret | 14  | Ret | 20  | Ret | 0      |
| 26   | Sakon Yamamoto     |     |     |     |     |     |     |     |     |     | 20  | Ret | 19  | 20  | 19  |     | 16  | 15  |     |     | 0      |
| 27   | Christian Klien    |     |     |     |     |     |     |     |     |     |     |     |     |     |     | Ret |     |     | 22  | 20  | 0      |
| Pos. | Piloto             | BHR | AUS | MYS | CHN | ESP | MON | TUR | CAN | EUR | GBR | GER | HUN | BEL | ITA | SIN | JPN | RCO | BRA | ABU | Puntos |

| Color      | Resultado                          |
| ---------- | ---------------------------------- |
| Oro        | Ganador                            |
| Plata      | 2.º puesto                         |
| Bronce     | 3.er puesto                        |
| Verde      | Finalizó en los puntos             |
| Azul       | Finalizó sin puntos                |
| Azul       | NC - No clasificado                |
| Violeta    | Ret - No terminó                   |
| Rojo       | DNQ - No se clasificó              |
| Rojo       | DNPQ - No se preclasificó          |
| Negro      | DSQ - Descalificado                |
| Blanco     | DNS - No empezó                    |
| Blanco     | WD - Retirado                      |
| Blanco     | C - Carrera cancelada              |
| Azul claro | TD - Entrenamientos libres (2003-) |
| Sin color  | DNP - Inscrito, pero no participó  |
| Sin color  | INJ - Inscrito, pero lesionado     |
| Sin color  | EX - Excluido                      |

| Estado  | Resultado                                                                             |
| ------- | ------------------------------------------------------------------------------------- |
| Negrita | Pole position                                                                         |
| Cursiva | Vuelta rápida                                                                         |
| 1-8     | Posiciones puntuables de clasificación sprint (2021-)                                 |
| †       | No acabó el Gran Premio, pero fue clasificado ya que completó el porcentaje necesario |
| ‡       | Monoplaza compartido                                                                  |
| ~       | Se otorgó la mitad de puntos ya que no se cumplió con el 75% de la carrera            |
| ≠       | No obtuvo puntos ya que era piloto invitado                                           |
| F2      | Inscrito para carrera de Fórmula 2, no sumaba puntos                                  |

### Estadísticas del Campeonato de Pilotos
| Pos. | Piloto             | Escudería   | Grandes Premios | Victorias | Podios | Poles | Vueltas rápidas | Puntos |
| ---- | ------------------ | ----------- | --------------- | --------- | ------ | ----- | --------------- | ------ |
| 1    | Sebastian Vettel   | Red Bull    | 19              | 5         | 10     | 10    | 3               | 256    |
| 2    | Fernando Alonso    | Ferrari     | 19              | 5         | 10     | 2     | 5               | 252    |
| 3    | Mark Webber        | Red Bull    | 19              | 4         | 10     | 5     | 3               | 242    |
| 4    | Lewis Hamilton     | McLaren     | 19              | 3         | 9      | 1     | 5               | 240    |
| 5    | Jenson Button      | McLaren     | 19              | 2         | 7      |       | 1               | 214    |
| 6    | Felipe Massa       | Ferrari     | 19              |           | 5      |       |                 | 144    |
| 7    | Nico Rosberg       | Mercedes    | 19              |           | 3      |       |                 | 142    |
| 8    | Robert Kubica      | Renault     | 19              |           | 3      |       | 1               | 126    |
| 9    | Michael Schumacher | Mercedes    | 19              |           |        |       |                 | 72     |
| 10   | Rubens Barrichello | Williams    | 19              |           |        |       |                 | 47     |
| 11   | Adrian Sutil       | Force India | 19              |           |        |       |                 | 47     |
| 12   | Kamui Kobayashi    | Sauber      | 19              |           |        |       |                 | 32     |
| 13   | Nico Hülkenberg    | Williams    | 19              |           |        | 1     |                 | 22     |
| 14   | Vitantonio Liuzzi  | Force India | 19              |           |        |       |                 | 21     |
| 15   | Vitaly Petrov      | Renault     | 19              |           |        |       | 1               | 19     |
| 16   | Sébastien Buemi    | Toro Rosso  | 19              |           |        |       |                 | 8      |
| 17   | Pedro de la Rosa   | Sauber      | 14              |           |        |       |                 | 6      |
| 18   | Nick Heidfeld      | Sauber      | 4               |           |        |       |                 | 6      |
| 19   | Jaime Alguersuari  | Toro Rosso  | 19              |           |        |       |                 | 5      |
| 20   | Heikki Kovalainen  | Lotus       | 19              |           |        |       |                 | 0      |
| 21   | Jarno Trulli       | Lotus       | 19              |           |        |       |                 | 0      |
| 22   | Karun Chandhok     | Hispania    | 10              |           |        |       |                 | 0      |
| 23   | Bruno Senna        | Hispania    | 17              |           |        |       |                 | 0      |
| 24   | Lucas di Grassi    | Virgin      | 19              |           |        |       |                 | 0      |
| 25   | Timo Glock         | Virgin      | 19              |           |        |       |                 | 0      |
| 26   | Sakon Yamamoto     | Hispania    | 7               |           |        |       |                 | 0      |
| 27   | Christian Klien    | Hispania    | 2               |           |        |       |                 | 0      |

### Campeonato de Constructores
| Pos. | Constructor          | N.º | BHR | AUS | MYS | CHN | ESP | MON | TUR | CAN | EUR | GBR | GER | HUN | BEL | ITA | SIN | JPN | RCO | BRA | ABU | Puntos |
| ---- | -------------------- | --- | --- | --- | --- | --- | --- | --- | --- | --- | --- | --- | --- | --- | --- | --- | --- | --- | --- | --- | --- | ------ |
| 1    | Red Bull-Renault     | 5   | 4   | Ret | 1   | 6   | 3   | 2   | Ret | 4   | 1   | 7   | 3   | 3   | 15  | 4   | 2   | 1   | Ret | 1   | 1   | 498    |
| 1    | Red Bull-Renault     | 6   | 8   | 9   | 2   | 8   | 1   | 1   | 3   | 5   | Ret | 1   | 6   | 1   | 2   | 6   | 3   | 2   | Ret | 2   | 8   | 498    |
| 2    | McLaren-Mercedes     | 1   | 7   | 1   | 8   | 1   | 5   | Ret | 2   | 2   | 3   | 4   | 5   | 8   | Ret | 2   | 4   | 4   | 12  | 5   | 3   | 454    |
| 2    | McLaren-Mercedes     | 2   | 3   | 6   | 6   | 2   | 14† | 5   | 1   | 1   | 2   | 2   | 4   | Ret | 1   | Ret | Ret | 5   | 2   | 4   | 2   | 454    |
| 3    | Ferrari              | 7   | 2   | 3   | 7   | 9   | 6   | 4   | 7   | 15  | 11  | 15  | 2   | 4   | 4   | 3   | 8   | Ret | 3   | 15  | 10  | 396    |
| 3    | Ferrari              | 8   | 1   | 4   | 13† | 4   | 2   | 6   | 8   | 3   | 8   | 14  | 1   | 2   | Ret | 1   | 1   | 3   | 1   | 3   | 7   | 396    |
| 4    | Mercedes             | 3   | 6   | 10  | Ret | 10  | 4   | 12  | 4   | 11  | 15  | 9   | 9   | 11  | 7   | 9   | 13  | 6   | 4   | 7   | Ret | 214    |
| 4    | Mercedes             | 4   | 5   | 5   | 3   | 3   | 13  | 7   | 5   | 6   | 10  | 3   | 8   | Ret | 6   | 5   | 5   | 17† | Ret | 6   | 4   | 214    |
| 5    | Renault              | 11  | 11  | 2   | 4   | 5   | 8   | 3   | 6   | 7   | 5   | Ret | 7   | Ret | 3   | 8   | 7   | Ret | 5   | 9   | 5   | 163    |
| 5    | Renault              | 12  | Ret | Ret | Ret | 7   | 11  | 13† | 15  | 17  | 14  | 13  | 10  | 5   | 9   | 13  | 11  | Ret | Ret | 16  | 6   | 163    |
| 6    | Williams-Cosworth    | 9   | 10  | 8   | 12  | 12  | 9   | Ret | 14  | 14  | 4   | 5   | 12  | 10  | Ret | 10  | 6   | 9   | 7   | 14  | 12  | 69     |
| 6    | Williams-Cosworth    | 10  | 14  | Ret | 10  | 15  | 16  | Ret | 17  | 13  | Ret | 10  | 13  | 6   | 14  | 7   | 10  | Ret | 10  | 8   | 16  | 69     |
| 7    | Force India-Mercedes | 14  | 12  | Ret | 5   | 11  | 7   | 8   | 9   | 10  | 6   | 8   | 17  | Ret | 5   | 16  | 9   | Ret | Ret | 12  | 13  | 68     |
| 7    | Force India-Mercedes | 15  | 9   | 7   | Ret | Ret | 15† | 9   | 13  | 9   | 16  | 11  | 16  | 13  | 10  | 12  | Ret | Ret | 6   | Ret | Ret | 68     |
| 8    | BMW Sauber-Ferrari   | 22  | Ret | 12  | DNS | Ret | Ret | Ret | 11  | Ret | 12  | Ret | 14  | 7   | 11  | 14  | Ret | 8   | 9   | 17  | 11  | 44     |
| 8    | BMW Sauber-Ferrari   | 23  | Ret | Ret | Ret | Ret | 12  | Ret | 10  | Ret | 7   | 6   | 11  | 9   | 8   | Ret | Ret | 7   | 8   | 10  | 14  | 44     |
| 9    | Toro Rosso-Ferrari   | 16  | 16† | Ret | 11  | Ret | Ret | 10  | 16  | 8   | 9   | 12  | Ret | 12  | 12  | 11  | 14  | 10  | Ret | 13  | 15  | 13     |
| 9    | Toro Rosso-Ferrari   | 17  | 13  | 11  | 9   | 13  | 10  | 11  | 12  | 12  | 13  | Ret | 15  | Ret | 13  | 15  | 12  | 11  | 11  | 11  | 9   | 13     |
| 10   | Lotus-Cosworth       | 18  | 17† | DNS | 17  | Ret | 17  | 15† | Ret | Ret | 21  | 16  | Ret | 15  | 19  | Ret | Ret | 13  | Ret | 19  | 21  | 0      |
| 10   | Lotus-Cosworth       | 19  | 15  | 13  | Ret | 14  | DNS | Ret | Ret | 16  | Ret | 17  | Ret | 14  | 16  | 18  | 16† | 12  | 13  | 18  | 17  | 0      |
| 11   | HRT-Cosworth         | 20  | Ret | 14  | 15  | 17  | Ret | 14† | 20† | 18  | 18  | 19  | Ret | 19  | 20  | 19  | Ret | 16  | 15  | 22  | 21  | 0      |
| 11   | HRT-Cosworth         | 21  | Ret | Ret | 16  | 16  | Ret | Ret | Ret | Ret | 20  | 20  | 19  | 17  | Ret | Ret | Ret | 15  | 14  | 21  | 20  | 0      |
| 12   | Virgin-Cosworth      | 24  | Ret | Ret | Ret | DNS | 18  | Ret | 18  | Ret | 19  | 18  | 18  | 16  | 18  | 17  | Ret | 14  | Ret | 20  | Ret | 0      |
| 12   | Virgin-Cosworth      | 25  | Ret | Ret | 14  | Ret | 19  | Ret | 19  | 19  | 17  | Ret | Ret | 18  | 17  | 20  | 15  | DNS | Ret | Ret | 18  | 0      |
| Pos  | Escudería            | N.º | BHR | AUS | MYS | CHN | ESP | MON | TUR | CAN | EUR | GBR | GER | HUN | BEL | ITA | SIN | JPN | RCO | BRA | ABU | Puntos |

| Color      | Resultado                          |
| ---------- | ---------------------------------- |
| Oro        | Ganador                            |
| Plata      | 2.º puesto                         |
| Bronce     | 3.er puesto                        |
| Verde      | Finalizó en los puntos             |
| Azul       | Finalizó sin puntos                |
| Azul       | NC - No clasificado                |
| Violeta    | Ret - No terminó                   |
| Rojo       | DNQ - No se clasificó              |
| Rojo       | DNPQ - No se preclasificó          |
| Negro      | DSQ - Descalificado                |
| Blanco     | DNS - No empezó                    |
| Blanco     | WD - Retirado                      |
| Blanco     | C - Carrera cancelada              |
| Azul claro | TD - Entrenamientos libres (2003-) |
| Sin color  | DNP - Inscrito, pero no participó  |
| Sin color  | INJ - Inscrito, pero lesionado     |
| Sin color  | EX - Excluido                      |

| Estado  | Resultado                                                                             |
| ------- | ------------------------------------------------------------------------------------- |
| Negrita | Pole position                                                                         |
| Cursiva | Vuelta rápida                                                                         |
| 1-8     | Posiciones puntuables de clasificación sprint (2021-)                                 |
| †       | No acabó el Gran Premio, pero fue clasificado ya que completó el porcentaje necesario |
| ‡       | Monoplaza compartido                                                                  |
| ~       | Se otorgó la mitad de puntos ya que no se cumplió con el 75% de la carrera            |
| ≠       | No obtuvo puntos ya que era piloto invitado                                           |
| F2      | Inscrito para carrera de Fórmula 2, no sumaba puntos                                  |

### Estadísticas del Campeonato de Constructores
| Pos. | Constructor | Chasis  | Motor    | Grandes Premios | Victorias | Podios | Poles | Vueltas rápidas | Puntos |
| ---- | ----------- | ------- | -------- | --------------- | --------- | ------ | ----- | --------------- | ------ |
| 1    | Red Bull    | RB6     | Renault  | 19              | 9         | 20     | 15    | 6               | 498    |
| 2    | McLaren     | MP4-25  | Mercedes | 19              | 5         | 16     | 1     | 6               | 454    |
| 3    | Ferrari     | F10     | Ferrari  | 19              | 5         | 15     | 2     | 5               | 396    |
| 4    | Mercedes    | MGP W01 | Mercedes | 19              |           | 3      |       |                 | 214    |
| 5    | Renault     | R30     | Renault  | 19              |           | 3      |       | 2               | 163    |
| 6    | Williams    | FW32    | Cosworth | 19              |           |        | 1     |                 | 69     |
| 7    | Force India | VJM03   | Mercedes | 19              |           |        |       |                 | 68     |
| 8    | BMW Sauber  | C29     | Ferrari  | 19              |           |        |       |                 | 44     |
| 9    | Toro Rosso  | STR5    | Ferrari  | 19              |           |        |       |                 | 13     |
| 10   | Lotus       | T127    | Cosworth | 19              |           |        |       |                 | 0      |
| 11   | Hispania    | F110    | Cosworth | 19              |           |        |       |                 | 0      |
| 12   | Virgin      | VR-01   | Cosworth | 19              |           |        |       |                 | 0      |